# فريدريك كولر
فريدريك كولر (بالإنجليزية: Frederick Koehler)‏ هو ممثل أمريكي ولد بتاريخ (16 يونيو 1975).

## الأعمال
من أفلام ذا إيفيل ويذن وسلسلة أفلام سباق الموت بدور «ليستس».

## وصلات خارجية
- فريدريك كولر على موقع IMDb (الإنجليزية)
- فريدريك كولر على موقع ألو سيني (الفرنسية)
- فريدريك كولر على موقع أول موفي (الإنجليزية)
- فريدريك كولر على موقع قاعدة بيانات الأفلام السويدية (السويدية)
- فريدريك كولر على موقع قاعدة بيانات الفيلم (الإنجليزية)
- فريدريك كولر على موقع كينوبويسك (الروسية)

- صفحته على IMDb